# Rubi (entrenador)
Joan Francesc Ferrer Sicilia, conocido como Rubi (Vilassar de Mar, Barcelona, España, 1 de enero de 1970), es un exfutbolista y entrenador español que en la actualidad entrena a la UD Almería, equipo que milita en Segunda División.

## Trayectoria

### Como jugador
Comenzó su carrera en la U. E. Vilassar de Mar y, posteriormente, pasó por equipos de Segunda División B como el A. E. C. Manlleu, el R. C. D. Espanyol "B", el C. E. L'Hospitalet, el Pontevedra C. F. y el Terrassa F. C. Terminó su etapa como jugador en el Vilassar.

### Como entrenador
Se estrenó como técnico con la U. E. Vilassar de Mar en Tercera División durante la temporada 2001-02 y logró dos octavas posiciones en las dos campañas en las que dirigió al equipo. En la temporada 2003-04 pasó a entrenar al C. E. L'Hospitalet, con el que disputó la promoción de ascenso a Segunda División B. Tras vencer al Mazarrón F. C. en la primera eliminatoria, su equipo fue derrotado por el Levante U. D. "B" en la siguiente y no consiguió el ascenso de categoría.
De cara a la temporada 2004-05, fue nombrado como técnico del C. E. Sabadell F. C. en Segunda División B; aunque fue despedido a finales de febrero de 2005, cuando el equipo se encontraba en posiciones de descenso. En la campaña 2005-06 regresó a la Tercera División para hacerse cargo del R. C. D. Espanyol "B", al que consiguió ascender a Segunda División B un año después de haber perdido la categoría. Continuó al frente del filial blanquiazul durante las dos siguientes temporadas, hasta que fue destituido en marzo de 2008, cuando el Espanyol B ocupaba posiciones de descenso después de haber sumado treinta puntos en veintiocho partidos.
Para la campaña 2008-09 fue contratado por la S. D. Ibiza, pero fue cesado tras once partidos en los que obtuvo dos victorias, tres empates y seis derrotas.
El 10 de junio de 2009, fue presentado por el Benidorm C. F., donde permaneció una temporada en la que logró un sexto puesto, haciendo de su equipo el más goleador de su grupo de Segunda División B.
Tras un año sin entrenar, en julio de 2011 se incorporó al cuerpo técnico del Girona F. C. como ojeador y analista de partidos. Con la destitución del técnico Raül Agné esa misma temporada, pasó a ejercer como segundo entrenador del equipo catalán, primero con Josu Uribe y, a continuación, con Javier Salamero.
En la campaña 2012-13 fue nombrado entrenador del Girona, lo que supuso su debut como técnico en la Segunda División. El equipo catalán terminó la competición en el cuarto puesto con 71 puntos y disputó el play-off de ascenso a Primera División, algo que no lograba desde la temporada 1935-36. Sin embargo, tras eliminar a la A. D. Alcorcón en la primera ronda, el Girona perdió la final frente a la U. D. Almería y no consiguió la promoción de categoría. Días después, hizo pública su decisión de no renovar su contrato con el club para incorporarse al cuerpo técnico del F. C. Barcelona como asistente de Tito Vilanova. A pesar de la baja de éste por enfermedad y la contratación de Gerardo Martino como nuevo técnico, continuó en su puesto hasta el final de la campaña 2013-14, cuando el Barcelona anunció que prescindía de sus servicios.
En la temporada 2014-15, se hizo cargo del Real Valladolid C. F., con el que logró la quinta posición en la Liga y, en consecuencia, disputar su segunda fase de ascenso a Primera División como entrenador. En esta ocasión, su equipo fue derrotado en la primera eliminatoria por la U. D. Las Palmas y la directiva decidió rescindir el contrato que lo vinculaba a la entidad pucelana hasta el 30 de junio de 2016.
El 28 de octubre de 2015, se convirtió en técnico del Levante U. D. después del cese de Lucas Alcaraz. En su debut en la máxima categoría, sumó veintiséis puntos en veintinueve partidos que no bastaron para evitar el descenso a Segunda División y el club granota no renovó su contrato.
El 18 de enero de 2017, fue contratado como entrenador del Real Sporting de Gijón en sustitución de Abelardo Fernández, donde cosechó un nuevo descenso de categoría.
De cara a la campaña 2017-18 fichó por la S. D. Huesca, con la que logró ascender a Primera División por primera vez en la historia del club.
El 3 de junio de 2018, se confirmó su fichaje por el R. C. D. Espanyol, al que dirigió durante la temporada 2018-19. El equipo blanquiazul finalizó la competición en el séptimo puesto y logró la clasificación para la Liga Europa.
El 6 de junio de 2019, se desvinculó del Espanyol tras abonar la cláusula de rescisión de su contrato y firmó por el Real Betis Balompié. El 20 de junio de 2020, fue cesado en su cargo, dejando al equipo bético como 14.º clasificado tras 30 jornadas de Liga.
El 28 de abril de 2021, se hizo oficial su fichaje por la U. D. Almería en reemplazo de José Gomes. El técnico firmó un contrato que le vinculaba al conjunto indálico hasta la temporada 2022-23. El 29 de mayo de 2022, consiguió devolver a la U. D. Almería a la máxima categoría del fútbol español, además de lograr el título de campeón de Segunda División. El 4 de junio de 2023, tras haber logrado la permanencia del equipo andaluz en la última jornada de Liga, anunció que no iba a continuar en el banquillo.
El 3 de junio de 2024, regresó al banquillo de la U. D. Almería.

## Clubes

### Como jugador
| Club                  | País   | Año       |
| --------------------- | ------ | --------- |
| U. E. Vilassar de Mar | España | 1989-1992 |
| A. E. C. Manlleu      | España | 1992-1994 |
| R. C. D. Espanyol "B" | España | 1994-1995 |
| C. E. L'Hospitalet    | España | 1995-1996 |
| Pontevedra C. F.      | España | 1996-1997 |
| Terrassa F. C.        | España | 1997-1998 |
| U. E. Vilassar de Mar | España | 1998-2001 |

### Como entrenador
Actualizado a 20 de abril de 2025
| Club                   | País   | Año       | PJ  | PG  | PE  | PP  | % pts. |
| ---------------------- | ------ | --------- | --- | --- | --- | --- | ------ |
| U. E. Vilassar de Mar  | España | 2001-2003 | 76  | 31  | 16  | 29  | 47.81  |
| C. E. L'Hospitalet     | España | 2003-2004 | 42  | 23  | 7   | 12  | 60.32  |
| C. E. Sabadell F. C.   | España | 2004-2005 | 25  | 6   | 10  | 9   | 37.33  |
| R. C. D. Espanyol "B"  | España | 2005-2008 | 108 | 46  | 30  | 32  | 51.85  |
| S. D. Ibiza            | España | 2008      | 11  | 2   | 3   | 6   | 27.27  |
| Benidorm C. F.         | España | 2009-2010 | 38  | 18  | 10  | 10  | 56.14  |
| Girona F. C.           | España | 2012-2013 | 47  | 22  | 9   | 16  | 53.19  |
| Real Valladolid C. F.  | España | 2014-2015 | 48  | 23  | 12  | 13  | 56.25  |
| Levante U. D.          | España | 2015-2016 | 31  | 7   | 6   | 18  | 29.03  |
| Real Sporting de Gijón | España | 2017      | 20  | 4   | 7   | 9   | 31.67  |
| S. D. Huesca           | España | 2017-2018 | 43  | 21  | 12  | 10  | 58.14  |
| R. C. D. Espanyol      | España | 2018-2019 | 44  | 16  | 13  | 15  | 46.21  |
| Real Betis Balompié    | España | 2019-2020 | 33  | 10  | 11  | 12  | 41.41  |
| U.D. Almería           | España | 2021-2023 | 92  | 39  | 21  | 32  | 50     |
| U.D. Almería           | España | 2024-     | 36  | 15  | 11  | 10  | 51.85  |
| Total                  | Total  | Total     | 681 | 280 | 174 | 227 | 49.64  |